# 875 a.C.
L'875 a.C. (DCCCLXXV a.C. in numeri romani) è un anno  del IX secolo a.C.

## Eventi
- Anno della Fondazione di Roma secondo Ennio